# Buxières-sous-les-Côtes
Buxières-sous-les-Côtes is een gemeente in het Franse departement Meuse (regio Grand Est) en telt 275 inwoners (2006).
De gemeente maakt deel uit van het arrondissement Commercy en sinds 22 maart 2015 van het kanton Saint-Mihiel. Daarvoor hoorde het bij het op die dag opgeheven kanton Vigneulles-lès-Hattonchâtel.
Op 1 januari 1973 werden de aangrenzende gemeenten Buxerulles en Woinville opgeheven en opgenomen in de gemeente Buxières-sous-les-Côtes. 

## Geografie
De oppervlakte van Buxières-sous-les-Côtes bedraagt 27,6 km², de bevolkingsdichtheid is 10,0 inwoners per km². De gemeente omvat naast Buxières-sous-les-Côtes de plaatsen Woinville en Buxerulles.
De onderstaande kaart toont de ligging van Buxières-sous-les-Côtes met de belangrijkste infrastructuur en aangrenzende gemeenten.

## Demografie
Onderstaande figuur toont het verloop van het inwonertal (bron: INSEE-tellingen).